# Питър Строб
Питър Франсис Строб (на английски: Peter Francis Straub) е американски автор на предимно фантастични книги и поезия, но най-известен с романи на ужаса.
Познат на българския читател най-вече с книгите „Талисманът“ и „Черният дом“, написани заедно с добрия му приятел Стивън Кинг. В България са издадени още „Джулия“, „Гърло“ и „Магически убийства“.
Според слухове, Питър Строб и Стивън Кинг ще пишат отново заедно, за да завършат трилогията си. Първите им две книги в съавторство са Талисманът и Черният дом. Самият Кинг е потвърдил в свое интервю, че „някога в бъдеще“ това ще стане.

### Самостоятелни романи
- Marriages (1973)
- Джулия, Julia (1975) – издаден и като „Full Circle“
- If You could See Me Now (1977)
- Ghost Story (1979)
- Shadowland (1980)
- Floating Dragon (1982)
- The General's Wife (1983)
- Under Venus (1985)
- The Hellfire Club (1996)
- Mr. X (1999)
- Pork Pie Hat (1999)
- Lost Boy Lost Girl (2003)
- In the Night Room (2004)
- A Dark Matter (2009)

### Серия „Талисманът“ (Talisman) – съсСтивън Кинг
1. Талисманът, The Talisman (1984)
2. Черният дом, Black House (2001)

### Серия „Синя роза“ (Blue Rose)
1. Koko (1988)
2. Mystery (1990)
3. Гърло, The Throat (1993)

- Blue Rose (1995)
- The Juniper Tree (2010)

### Сборници
- Ishmael (1972) – поезия
- Open Air (1972) – поезия
- Houses without Doors (1990)
- Ghosts (1995)
- Магически убийства, Magic Terror (1997)
- A Little Blue Book Of Rose Stories (2007)
- 5 Stories (2008)
- Interior Darkness (2016)

### Документалистика
- The WaveDancer Benefit (2002) – с Пат Конрой, Джон Гришам и Стивън Кинг
- Sides (2007)